# روغن‌ماهی سرکوچک
روغن‌ماهی سرکوچک (نام علمی: Lepidion microcephalus) نام یک گونه از روغن‌ماهیان کوچک است.